# Biegus brodźcowaty
Biegus brodźcowaty (Calidris himantopus) – gatunek ptaka z rodziny bekasowatych (Scolopacidae). Nie wyróżnia się podgatunków.

## Morfologia
WymiaryDługość ciała 18–23 cm; masa ciała 42–103,5 g; rozpiętość skrzydeł 38–47 cm.
WyglądKiedy leci, widać charakterystyczny biały kuper i ogon. Wierzch ciała czarno-biało łuskowany. Pokrywy uszne wraz z potylicą są rdzawe. Spód ciała biały, pokryty czarnymi prążkami. Nogi od szarawozielonych do żółtych. Dziób czarny, długi, w 1/3 od końca lekko zakrzywiony. W zimie pióra brązowoszare z wierzchu, od spodu białe. Obie płci jednakowe.

## Zasięg, środowisko
Tundra północnej części Ameryki Północnej (północna Alaska i północna Kanada, zachodnie i południowe wybrzeża Zatoki Hudsona). Zimuje od południowych Stanów Zjednoczonych po Amerykę Południową, głównie od Boliwii i południowo-środkowej Brazylii po północną Argentynę (na południu po Buenos Aires). Sporadycznie zalatuje do Europy.

## Status
Międzynarodowa Unia Ochrony Przyrody (IUCN) od 2024 roku uznaje biegusa brodźcowatego za gatunek bliski zagrożenia (NT, Near Threatened); wcześniej był on klasyfikowany jako gatunek najmniejszej troski (LC, Least Concern). Liczebność światowej populacji lęgowej szacuje się na około 1,2 miliona osobników. Trend liczebności populacji jest spadkowy.